# Pushpa Kamal Dahal
Pushpa Kamal Dahal (en nepalí: पुष्पकमल दाहाल, nacido el 11 de diciembre de 1954), también conocido por su alias Prachanda (en nepalí: प्रचण्ड, traducible como el fiero o el feroz) es un político nepalí, ex primer ministro de Nepal entre 2022 y 2024. Anteriormente ocupó el cargo desde 2008 a 2009, y de nuevo desde 2016 a 2017.
La primera vez que llegó al cargo de primer ministro fue tras ser elegido para el cargo por la Asamblea Constituyente. Su partido, el Partido Comunista de Nepal (Maoísta) consiguió una mayoría en las elecciones después de embarcarse en un proceso de paz que pondría fin a la guerra de guerrillas que los maoístas habían iniciado en 1996, llegando a controlar un 80% de las áreas rurales de Nepal. Dimitió el 4 de mayo de 2009. No obstante, el 4 de agosto de 2016 volvió a asumir el cargo de primer ministro.
El ideario de Pushpa Kamal Dahal, también llamado Camino Prachanda, es una rama del maoísmo que tiene en cuenta las circunstancias específicas de Nepal. Toma la estrategia de Sendero Luminoso en Perú como un importante punto de referencia, así como la Revolución China.
Pasó gran parte de su infancia en Chitwan, población al oeste de Nepal. Sus familiares eran brahmanes modestos. Inspirado por la Revolución Cultural de Mao Zedong en la vecina China, fue un militante activo en la política comunista desde la década de 1970. Vivió clandestinamente incluso tras la restauración del pluripartidismo en Nepal en 1990. Aun siendo una figura poco conocida, controlaba la facción clandestina del Partido, mientras el grupo con representación parlamentaria estaba liderado por Baburam Bhattarai. Ambos dieron al primer ministro de Nepal una lista de 40 demandas, amenazando desencadenar una revolución si no eran satisfechas. Desde entonces, Prachanda dirigió las acciones militares del PCN(m), estableciendo un área base en las regiones montañosas del oeste del país.
En verano de 2005 las relaciones entre Prachanda y Bhattarai se enturbiaron.
El 3 de septiembre de 2005 Pushpa Kamal Dahal anunció un alto el fuego unilateral de las acciones armadas, que fue extendido un mes más el 2 de diciembre, tras lo cual fue revocado, debido a los ataques del Ejército nepalí contra las posiciones maoístas.
El 2 de noviembre Prachanda lanzó un comunicado de 12 puntos que enumerar las posiciones políticas de su Partido, e intentó llegar a acuerdos con otros siete partidos opositores. Según dichos puntos, la monarquía era el principal impedimento para el progreso de Nepal, el Parlamento debía ser restaurado, y el Partido se posicionaba a favor de los derechos humanos y la libertad de prensa en un gobierno pluripartidista, en un análisis donde el Partido hizo una dura autocrítica y comunicaba su intención de no repetir errores del pasado.